# Sveriges herrlandskamper i fotboll 1980–1989
Sveriges herrlandskamper i fotboll 1980–1989 omfattar A-landslagets träningsmatcher samt kval till VM och EM.
Det svenska OS-landslaget representerade Sverige vid fotbollsturneringen i OS i Seoul 1988, där Sverige (laguppställning) spelade i grupp A mot Tunisien, Kina, Västtyskland. Sverige spelade oavgjort mot Tunisien och besegrade Kina och Västtyskland, och tog sig till kvartsfinal, men förlorade där mot Italien, efter förlängning. Under turneringen gjorde Jan Hellström 3 mål, Peter Lönn två mål medan Jonas Thern och Leif Engqvist gjorde varsitt mål. De fyra matcherna i OS 1988 samt kvalmatcherna året före räknas inte som A-landskamper i statistiken utan benämns OS-landskamper.

## 1980
| Datum        | Spelplats   |            |               | Resultat | Typ av match      |
| ------------ | ----------- | ---------- | ------------- | -------- | ----------------- |
| 29 april     | Malmö       | Sverige    | Sovjetunionen | 1 – 5    | Träningsmatch     |
| 7 maj        | Göteborg    | Sverige    | Danmark       | 0 – 1    | Träningsmatch     |
| 22 maj       | Helsingfors | Finland    | Sverige       | 0 – 2    | Träningsmatch     |
| 18 juni      | Solna       | Sverige    | Israel        | 1 – 1    | Kval till VM 1982 |
| 17 juli      | Halmstad    | Sverige    | Island        | 1 – 1    | Träningsmatch     |
| 20 augusti   | Budapest    | Ungern     | Sverige       | 2 – 0    | Träningsmatch     |
| 10 september | Solna       | Sverige    | Skottland     | 0 – 1    | Kval till VM 1982 |
| 24 september | Burgas      | Bulgarien  | Sverige       | 2 – 3    | Träningsmatch     |
| 15 oktober   | Belfast     | Nordirland | Sverige       | 3 – 0    | Kval till VM 1982 |
| 12 november  | Tel Aviv    | Israel     | Sverige       | 0 – 0    | Kval till VM 1982 |

## 1981
| Datum        | Spelplats        |              |            | Resultat | Typ av match      |
| ------------ | ---------------- | ------------ | ---------- | -------- | ----------------- |
| 28 februari  | Lahtis (Inomhus) | Sverige      | Norge      | 4 – 2    | Träningsmatch     |
| 1 mars       | Lahtis (Inomhus) | Finland      | Sverige    | 2 – 1    | Träningsmatch     |
| 14 maj       | Malmö            | Sverige      | Danmark    | 1 – 2    | Träningsmatch     |
| 3 juni       | Solna            | Sverige      | Nordirland | 1 – 0    | Kval till VM 1982 |
| 24 juni      | Solna            | Sverige      | Portugal   | 3 – 0    | Kval till VM 1982 |
| 29 juli      | Halmstad         | Sverige      | Finland    | 1 – 0    | Träningsmatch     |
| 12 augusti   | Uddevalla        | Sverige      | Bulgarien  | 1 – 0    | Träningsmatch     |
| 9 september  | Glasgow          | Skottland    | Sverige    | 2 – 0    | Kval till VM 1982 |
| 23 september | Thessaloníki     | Grekland     | Sverige    | 2 – 1    | Träningsmatch     |
| 14 oktober   | Lissabon         | Portugal     | Sverige    | 1 – 2    | Kval till VM 1982 |
| 28 oktober   | Riyadh           | Saudiarabien | Sverige    | 1 – 2    | Träningsmatch     |

## 1982
| Datum       | Spelplats        |                 |               | Resultat | Typ av match      |
| ----------- | ---------------- | --------------- | ------------- | -------- | ----------------- |
| 20 februari | Lahtis (Inomhus) | Finland         | Sverige       | 2 – 2    | Träningsmatch     |
| 21 februari | Lahtis (Inomhus) | Finland         | Sverige       | 2 – 1    | Träningsmatch     |
| 5 maj       | Köpenhamn        | Danmark         | Sverige       | 1 – 1    | Träningsmatch     |
| 19 maj      | Halmstad         | Sverige         | Östtyskland   | 2 – 2    | Träningsmatch     |
| 3 juni      | Solna            | Sverige         | Sovjetunionen | 1 – 1    | Träningsmatch     |
| 11 augusti  | Oslo             | Norge           | Sverige       | 1 – 0    | Träningsmatch     |
| 8 september | Bukarest         | Rumänien        | Sverige       | 2 – 0    | Kval till EM 1984 |
| 6 oktober   | Bratislava       | Tjeckoslovakien | Sverige       | 2 – 2    | Kval till EM 1984 |
| 13 november | Nicosia          | Cypern          | Sverige       | 0 – 1    | Kval till EM 1984 |

## 1983
| Datum        | Spelplats     |                     |                 | Resultat | Typ av match      |
| ------------ | ------------- | ------------------- | --------------- | -------- | ----------------- |
| 27 april     | Utrecht       | Nederländerna       | Sverige         | 0 – 3    | Träningsmatch     |
| 15 maj       | Malmö         | Sverige             | Cypern          | 5 – 0    | Kval till EM 1984 |
| 29 maj       | Göteborg      | Sverige             | Italien         | 2 – 0    | Kval till EM 1984 |
| 9 juni       | Solna         | Sverige             | Rumänien        | 0 – 1    | Kval till EM 1984 |
| 22 juni      | Göteborg      | Sverige             | Brasilien       | 3 – 3    | Träningsmatch     |
| 17 augusti   | Reykjavik     | Island              | Sverige         | 0 – 4    | Träningsmatch     |
| 7 september  | Helsingfors   | Finland             | Sverige         | 0 – 3    | Träningsmatch     |
| 21 september | Solna         | Sverige             | Tjeckoslovakien | 1 – 0    | Kval till EM 1984 |
| 15 oktober   | Neapel        | Italien             | Sverige         | 0 – 3    | Kval till EM 1984 |
| 16 november  | Port of Spain | Trinidad och Tobago | Sverige         | 0 – 5    | Träningsmatch     |
| 19 november  | Bridgetown    | Barbados            | Sverige         | 0 – 4    | Träningsmatch     |
| 22 november  | Morelia       | Mexiko              | Sverige         | 2 – 0    | Träningsmatch     |

## 1984
| Datum        | Spelplats           |              |          | Resultat | Typ av match      |
| ------------ | ------------------- | ------------ | -------- | -------- | ----------------- |
| 23 februari  | Jönköping (Inomhus) | Sverige      | USA      | 4 – 0    | Träningsmatch     |
| 2 maj        | Bern                | Schweiz      | Sverige  | 0 – 0    | Träningsmatch     |
| 23 maj       | Norrköping          | Sverige      | Malta    | 4 – 0    | Kval till VM 1986 |
| 6 juni       | Göteborg            | Sverige      | Danmark  | 0 – 1    | Träningsmatch     |
| 22 augusti   | Malmö               | Sverige      | Mexiko   | 1 – 1    | Träningsmatch     |
| 12 september | Solna               | Sverige      | Portugal | 0 – 1    | Kval till VM 1986 |
| 26 september | Milano              | Italien      | Sverige  | 1 – 0    | Träningsmatch     |
| 17 oktober   | Köln                | Västtyskland | Sverige  | 2 – 0    | Kval till VM 1986 |
| 14 november  | Lissabon            | Portugal     | Sverige  | 1 – 3    | Kval till VM 1986 |

## 1985
| Datum        | Spelplats |                 |                 | Resultat | Typ av match      |
| ------------ | --------- | --------------- | --------------- | -------- | ----------------- |
| 1 maj        | Tel Aviv  | Israel          | Sverige         | 1 – 1    | Träningsmatch     |
| 22 maj       | Göteborg  | Sverige         | Norge           | 1 – 0    | Träningsmatch     |
| 5 juni       | Solna     | Sverige         | Tjeckoslovakien | 2 – 0    | Kval till VM 1986 |
| 21 augusti   | Malmö     | Sverige         | Polen           | 1 – 0    | Träningsmatch     |
| 11 september | Köpenhamn | Danmark         | Sverige         | 0 – 3    | Träningsmatch     |
| 25 september | Solna     | Sverige         | Västtyskland    | 2 – 2    | Kval till VM 1986 |
| 16 oktober   | Prag      | Tjeckoslovakien | Sverige         | 2 – 1    | Kval till VM 1986 |
| 17 november  | Valletta  | Malta           | Sverige         | 1 – 2    | Kval till VM 1986 |

## 1986
| Datum        | Spelplats   |           |               | Resultat | Typ av match      |
| ------------ | ----------- | --------- | ------------- | -------- | ----------------- |
| 1 maj        | Malmö       | Sverige   | Grekland      | 0 – 0    | Träningsmatch     |
| 14 maj       | Salzburg    | Österrike | Sverige       | 1 – 0    | Träningsmatch     |
| 6 augusti    | Helsingfors | Finland   | Sverige       | 1 – 3    | Träningsmatch     |
| 20 augusti   | Göteborg    | Sverige   | Sovjetunionen | 0 – 0    | Träningsmatch     |
| 10 september | Solna       | Sverige   | England       | 1 – 0    | Träningsmatch     |
| 24 september | Solna       | Sverige   | Schweiz       | 2 – 0    | Kval till EM 1988 |
| 12 oktober   | Lissabon    | Portugal  | Sverige       | 1 – 1    | Kval till EM 1988 |
| 16 november  | Valletta    | Malta     | Sverige       | 0 – 5    | Kval till EM 1988 |

## 1987
| Datum        | Spelplats     |               |          | Resultat | Typ av match      |
| ------------ | ------------- | ------------- | -------- | -------- | ----------------- |
| 18 april     | Tbilisi       | Sovjetunionen | Sverige  | 1 – 3    | Träningsmatch     |
| 24 maj       | Göteborg      | Sverige       | Malta    | 1 – 0    | Kval till EM 1988 |
| 3 juni       | Solna         | Sverige       | Italien  | 1 – 0    | Kval till EM 1988 |
| 17 juni      | Lausanne      | Schweiz       | Sverige  | 1 – 1    | Kval till EM 1988 |
| 12 augusti   | Oslo          | Norge         | Sverige  | 0 – 0    | Träningsmatch     |
| 26 augusti   | Solna         | Sverige       | Danmark  | 1 – 0    | Träningsmatch     |
| 23 september | Solna         | Sverige       | Portugal | 0 – 1    | Kval till EM 1988 |
| 14 oktober   | Gelsenkirchen | Tyskland      | Sverige  | 1 – 1    | Träningsmatch     |
| 14 november  | Neapel        | Italien       | Sverige  | 2 – 1    | Kval till EM 1988 |

## 1988
| Datum        | Spelplats  |               |          | Resultat             | Typ av match                |
| ------------ | ---------- | ------------- | -------- | -------------------- | --------------------------- |
| 12 januari   | Las Palmas | Östtyskland   | Sverige  | 1 – 4                | Träningsmatch               |
| 15 januari   | Maspalomas | Sverige       | Finland  | 1 – 0                | Träningsmatch               |
| 31 mars      | Berlin     | Tyskland      | Sverige  | 1 – 1 (4 – 6, e str) | För–EM 1988 (Träningsmatch) |
| 2 april      | Västberlin | Sovjetunionen | Sverige  | 0 – 2                | För–EM 1988 (Träningsmatch) |
| 27 april     | Solna      | Sverige       | Wales    | 4 – 1                | Träningsmatch               |
| 1 juni       | Salamanca  | Spanien       | Sverige  | 1 – 3                | Träningsmatch               |
| 31 augusti   | Solna      | Sverige       | Danmark  | 1 – 2                | Träningsmatch               |
| 17 september | Göteborg   | Sverige       | Portugal | 0 – 0                | Träningsmatch               |
| 19 oktober   | London     | England       | Sverige  | 0 – 0                | VM-kval                     |
| 5 november   | Tirana     | Albanien      | Sverige  | 1 – 2                | VM-kval                     |

## 1989
| Datum       | Spelplats |         |           | Resultat | Typ av match      |
| ----------- | --------- | ------- | --------- | -------- | ----------------- |
| 26 april    | Wrexham   | Wales   | Sverige   | 0 – 2    | Träningsmatch     |
| 7 maj       | Solna     | Sverige | Polen     | 2 – 1    | VM-kval           |
| 31 maj      | Örebro    | Sverige | Algeriet  | 2 – 0    | Träningsmatch     |
| 14 juni     | Köpenhamn | Danmark | Sverige   | 6 – 0    | Träningsturnering |
| 16 juni     | Köpenhamn | Sverige | Brasilien | 2 – 1    | Träningsturnering |
| 16 augusti  | Malmö     | Sverige | Frankrike | 2 – 4    | Träningsmatch     |
| 6 september | Solna     | Sverige | England   | 0 – 0    | VM-kval           |
| 8 oktober   | Solna     | Sverige | Albanien  | 3 – 1    | VM-kval           |
| 25 oktober  | Chorzów   | Polen   | Sverige   | 0 – 2    | VM-kval           |